# Корабль-призрак (фильм, 1943)
«Кора́бль-при́зрак» (англ. The Ghost Ship) — фильм продюсера Вэла Льютона и режиссёра Марка Робсона, вышедший на экраны в 1943 году. В жанровом плане фильм сочетает элементы психологического триллера, детектива и фильма ужасов. Картина рассказывает о молодом офицере торгового флота Томе Мерриаме (Расселл Уэйд), который подозревает, что капитан корабля Уилл Стоун (Ричард Дикс) психически нездоров и смертельно опасен для остальных членов команды. При этом команда, несмотря на серию странных смертей,  не верит в виновность капитана и продолжает его поддерживать.
После выхода на экраны накануне Рождества 1943 года фильм имел коммерческий успех, но получил разноречивые отзывы критики. В феврале 1944 года драматурги Сэмюэл Р. Голдинг и Норберт Фолкнер подали иск против Льютона по обвинению в плагиате, утверждая, что сценарий фильма основан на их пьесе, которая была передана Льютону для рассмотрения в качестве основы для возможного фильма. После подачи иска фильм был снят с проката и не демонстрировался в течение 50 лет, до тех пор, пока не истекло действие авторских прав, после чего в 1990-е годы вновь оказался в прокате.

## Сюжет
Молодой морской офицер Том Мерриам (Расселл Уэйд) прибывает в порт Сан-Педро, чтобы занять должность третьего помощника капитана торгового судна «Альтаир». Перед посадкой на судно Мерриам встречает слепого нищего, который предупреждает его о том, что это нехороший корабль. Не придавая значения его словам, Мерриам поднимается по трапу и видит матроса по прозвищу Немой Финн (Скелтон Кнаггс), который ножом указывает Мерриаму путь к каюте капитана.

Немой Финн

Капитан Уилл Стоун (Ричард Дикс) по-отечески принимает Мерриама, говоря, что выбрал его среди многих выпускников морского училища, так как увидел в Мерриаме самого себя в молодости: они не только похожи внешне, но и оба амбициозны, готовы много работать и, кроме того, оба сироты. Далее капитан подчёркивает, что требует от членов экипажа обеспечения чистоты и порядка, и, самое главное, признания его бесспорного авторитета на судне. Во время знакомства Мерриам пытается убить ночную бабочку, которая летает вокруг лампы, однако Стоун категорически запрещает ему делать это, что вызывает некоторое удивление молодого офицера. Зайдя в свою каюту, Мерриам узнаёт, что стал преемником офицера, неожиданно умершего в порту предположительно от сердечного приступа. Во время переклички обнаруживается отсутствие одного из матросов, которого некоторое время спустя находят на палубе мёртвым. После этих событий Немой Финн пророчески замечает (его голос звучит за кадром), что скоро кораблём завладеют смерть и агония.
Когда корабль выходит в плавание, недавно покрашенный огромный крюк срывается с крепления и начинает угрожающе раскачивается над палубой. Команда с риском для жизни пытается его схватить и остановить. Мерриам говорит капитану, что надо бы закрепить крюк, однако тот не принимает его совета, утверждая, что тогда с крюка смажется свежая краска. Такой подход удивляет молодого офицера, однако капитан ещё раз подчёркивает, что его авторитет никогда нельзя подвергать сомнению. Вскоре у одного из матросов начинается приступ аппендицита, и ему необходима срочная операция. Операцию должен делать Стоун, руководствуясь инструкциями, которые доктор с берега будет передавать по радио. Однако когда надо сделать на теле надрез, Стоуна охватывает ступор. Тогда Мерриам берёт скальпель в руки и успешно проводит операцию. Чтобы не подрывать авторитет капитана, он говорит команде, что операцию сделал Стоун.

Матросы на палубе

Из-за потери двух человек команда стала испытывать трудности в работе. Тогда весёлый и бойкий матрос Луи Портер (Лоуренс Тирни) предлагает капитану зайти в ближайший порт и пополнить команду. Стоун отвечает: «Знаешь, есть капитаны, которые могли бы иметь к тебе претензии, Луи». Вскоре, когда Луи укладывает в специальном отсеке огромную цепь спускающегося корабельного якоря, проходящий мимо Стоун запирает снаружи люк, ведущий в этот отсек. Не в силах вырваться из закрытого помещения, Луи кричит наверх матросам, однако они не слышат его из-за скрежета металла. В итоге металлическая цепь давит Луи насмерть. У Мерриама возникает подозрение, что одержимый властью капитан Стоун намеренно устроил смерть Луи. Мерриам делится своей обеспокоенностью с первым помощником Баунсом (Бен Бард), который категорически не соглашается со словами молодого коллеги. Затем Мерриам говорит об этом же с радистом Спарксом (Эдмунд Гловер), однако тот советует Мерриаму заниматься своими делами.
Когда «Альтаир» пришвартовывается в порте Сан-Себастьян, Мерриам подаёт жалобу на действия капитана главе представительства судоходной компании Чарли Робертсу (Бойд Дэвис). Робертс собирает специальную комиссию для рассмотрения этого дела. На заседании все члены команды выступают в поддержку капитана, особо отмечая, что Стоун спас матроса, сделав ему операцию. Они также утверждают, что Мерриам вёл себя неправильно в ситуации с оторвавшимся крюком. После завершения заседания Мерриам увольняется с корабля. Переживая за несчастного Мерриама, Эллен (Эдит Барретт), дочь Робертса, решает познакомить его со своей младшей сестрой и договаривается о встрече. Позднее на борту «Альтаира» Эллен встречается со Стоуном, говоря, что вопрос с её разводом решён окончательно, и скоро они смогут пожениться. На что Стоун неожиданно отвечает, что опасается, что сходит с ума.
Тем временем в порту Мерриам ввязывается в драку, защищая одного из матросов «Альтаира». После одного из ударов он теряет сознание, и члены команды «Альтаира», не зная о том, что Мерриам уже уволился, относят его на борт корабля. Мерриам приходит в себя в своей каюте уже после того, как корабль выходит в море. Он чувствует, что Стоун собирается убить его, особенно, после того, как слышит слова: «Знаете, мистер Мерриам, есть некоторые капитаны, которые использовали бы это против вас». Мерриам просит Спаркса послать на берег телеграмму с опасениями относительно непредсказуемости действий Стоуна, но получает отказ. Мерриам видит, что кто-то снял замок его каюты, и она теперь не запирается. Услышав странные шумы, Мерриам тайком пробирается в каюту капитана, где хранится оружие, чтобы вооружиться для самозащиты. Однако в этот момент в комнату входит Стоун, который вновь начинает рассуждать о незыблемости своей власти. Бросая вызов молодому офицеру, Стоун предлагает ему попробовать заручиться поддержкой членов экипажа, но с их стороны Мерриам получает категорический отпор, более того, они обвиняют его в намерении устроить бунт. 

Капитан Стоун (Ричард Дикс) собирается убить офицера Мерриама (Расселл Уэйд)

Вскоре Робертс присылает на «Альтаир» радиограмму, спрашивая, есть ли на борту Мерриам, на что Стоун передаёт радисту ответ, что Мерриама на борту нет. Заподозрив неладное, радист показывает ответ Стоуна Мерриаму, говоря, что более не доверяет капитану и теперь пошлёт в компанию сообщение, выражающее озабоченность психическим состоянием Стоуна. Выйдя из каюты Мерриама, Спаркс сталкивается с капитаном. Пока они вместе идут по палубе, Спаркс выбрасывает радиограмму капитана, которую подбирает неграмотный Финн. Некоторое время спустя Стоун заходит к Мерриаму в каюту, приказывая ему отправить в офис компании радиосообщение, что радиста Спаркса волной смыло за борт. Молодой офицер обвиняет Стоуна в убийстве радиста, после чего между ними начинается драка. Прибежавшие члены команды связывают Мерриама и укладывают его на койку в его каюте. Затем капитан поручает первому помощнику Баунсу вколоть Мерриаму успокаивающее.
Вскоре Финн приходит в каюту к Баунсу и передаёт ему подобранное им сообщение Стоуна. Первый помощник понимает, что с капитаном что-то не в порядке. Он советуется с несколькими членами команды, которые также начинают подозревать, что Стоун сошёл с ума. Капитан Стоун подслушивает разговор Баунса с командой, что приводит его в безумное состояние. Он берёт кортик и входит в каюту Мерриама, чтобы убить молодого офицера, но появившийся Финн останавливает его руку с занесённым над Мерриамом кинжалом. В то время, как ничего не подозревающая команда развлекается на палубе, Финн вступает с капитаном в смертельную драку и в итоге закалывает его. После смерти капитана Мерриам восстанавливается в своих правах, а по возвращении корабля в порт приписки Сан-Педро молодого офицера встречает сестра Эллен.

## В ролях
- Ричард Дикс — капитан Уилл Стоун
- Расселл Уэйд — Том Мерриам, третий помощник
- Бен Бард — первый помощник Баунс
- Эдмунд Гловер — Джейкоб «Спаркс» Уинслоу, радист
- Эдит Барретт — Эллен Робертс
- Скелтон Кнаггс — Немой Финн (в титрах не указан)
- Бойд Дэвис — Чарльз Робертс, агент компании «Данхэн лайн» (в титрах не указан)
- Сэр Ланселот — Билли Рэдд (в титрах не указан)
- Дьюи Робинсон — Боутс (в титрах не указан)
- Лоуренс Тирни — матрос Луи Паркер (в титрах не указан)

## Создание фильма

### Продюсер фильма Вэл Льютон
Кинокритик Мэнни Фарбер в статье о продюсере Вэле Льютоне, опубликованной в 1951 году в журнале The Nation, отмечает, что представление Льютона о хорошем кино подразумевает опору на литературные источники, в частности, на произведения таких авторов, как Уильям Шекспир и Джон Донн, введение в ткань повествования фольклорных песен, передачу национального и этнического колорита и грамотное построение тревожных сцен. При этом Льютон всегда следит за тем, чтобы у актёра даже в эпизодической роли на губах был наложен грим соответствующего времени, а не современная помада. Историк кино Марк Франкел отмечает, что все фильмы Льютона для студии РКО относились к категории В и продолжались не более 80 минут, но «несмотря на ограниченность бюджета, они были выдающимися». По словам Франкела, главным достоинством его картин была их «почти литературная скупость выразительных средств»; другой кинокритик, Манни Фарбер, отмечал умение выстроить страшный эпизод без раздутого бюджета и снять его по-журналистски беспристрастно. Режиссёр Роберт Уайз, который поставил вместе с Льютоном несколько фильмов, сказал о нём в 1963 году, что Льютон «не просто пугал людей до бесчувствия, он чувствовал свою ответственность перед миллионами зрителей наших картин. Он стремился делать нечто большее, чем просто пригодные для просмотра страшные фильмы, и хотел, чтобы их эффект строился на основе достоверных психологических конфликтов».

### История создания фильма
В 1942 году с фильмом Льютона «Люди-кошки» (1942) студия РКО добилась крупного финансового успеха: при расходах на создание в 142 тысячи долларов он принёс прибыль почти 4 миллиона за первые два года и тем самым спас студию от финансовой катастрофы.
РКО рассчитывала воспользоваться успехом фильма и быстро выпустить продолжение, но продюсер Вэл Льютон хотел сделать фэнтези-комедию «Любовное привидение». Чтобы не тратить время на споры, Льютон взялся за производство хоррор-детектива «Седьмая жертва», а 12 мая 1943 года РКО объявила, что откладывает производство сиквела «Проклятие людей-кошек» из-за невозможности собрать ключевых исполнителей.
После окончания съёмок «Седьмой жертвы», не желая, чтобы Льютон снимал комедию, генеральный продюсер РКО Чарльз Кернер поручил ему снять морской фильм ужасов, используя для этого корабль, который был построен для съёмок фильма «Тихоокеанский лайнер» (1939). По словам Роберта Уайза, много лет работавшего с Льютоном, именно эти декорации дали Льютону идею фильма. «Он сделал фильм, что называется, в одной декорации, подогнав под неё весь сценарий… Выйдя на съёмочную площадку, он придумал идею про корабль с капитаном-убийцей». Бюджет фильма, как и практически всех фильмов Льютона, составил 150 тысяч долларов.
По утверждению самого Льютона, изначальная идея фильма принадлежала лично ему. Лео Миттлер сделал сценарную разработку, а Дональд Хендерсон Кларк написал сценарий, хотя Льютон вносил в него существенные правки, а значительную часть реплик написал самостоятельно.

### Режиссёр и творческая группа фильма
В июне 1943 года режиссёром фильма был утверждён Марк Робсон, который, как считалось на студии, лучше других «понимал идеи Льютона о психологических ужасах». Перед этим Робсон только что завершил монтаж фильма-нуар «Путешествие в страх» (1943) с участием Орсона Уэллса, действие которого тоже в значительной части происходит на корабле. По словам киноведа Эдмунда Бансака, среди фильмов Уэллса «Путешествие в страх» в наибольшей степени напоминает работы Вэла Льютона (и в особенности, «Корабль-призрак»), а для Марка Робсона эта картина Уэллса стала «кинематографическим предшественником „Корабля-призрака“».
В 1942 году Робсон уже работал с Льютоном в качестве монтажёра фильма «Люди-кошки», а в 1943 году поставил его фильм «Седьмая жертва». В общей сложности Робсон сотрудничал с Льютоном в восьми фильмах, в том числе был режиссёром пяти из них — «Седьмая жертва» (1943), «Человек-леопард» (1943), «Распоясавшаяся молодежь» (1944), «Остров мёртвых» (1945) и «Бедлам» (1946). Однако настоящий прорыв для Робсона наступил несколько лет спустя со спортивным нуаром «Чемпион» (1949), в котором главную роль сыграл Кирк Дуглас. Позднее Робсон поставил такие популярные фильмы своего времени, как «Мосты Токо-Ри» (1954), «Тем тяжелее падение» (1956), «Пейтон плэйс» (1957) и «Долина кукол» (1967), о котором газета New York Times написала: «Как бы ни плоха была книга Жаклин Сьюзен „Долина кукол“, но фильм, который сделал по ней Робсон, ещё хуже». Как отмечает Франкел, «хотя это фильм и не был оценён в момент его выхода на экраны, сегодня он стал культовой классикой».
В создании фильма приняли участие постоянно работавшие с Льютоном художники-постановщики Альберт Д’Агостино и Уолтер Келлер, автор музыки Рой Уэбб, а также оператор Николас Мусурака, который вызвал немало восторженных отзывов своей контрастной постановкой света. Чтобы сделать фильм более интригующим, его создатели решили использовать освещение только от одного источника, а декорации выставить так, чтобы в максимальной степени использовать достигаемый таким образом эффект.

### Актёрский состав
Актёр Ричард Дикс, дебютировавший в кино ещё в 1921 году, был одной из великих звёзд немого Голливуда. В 1923 году Дикс исполнил роль героя в современной части библейской ленты «Десять заповедей» режиссёра Сесиля Де Милля. На рубеже 1920—1930-х годов Дикс стал одной из немногих звёзд, которым удалось успешно перейти из немого в звуковое кино. Однако, несмотря на номинацию на Оскар в 1931 году за один из первых звуковых фильмов «Симаррон», Дикс стал получать приличные роли всё реже и реже и до конца карьеры вынужден был играть только в фильмах категории B и киносериалах. Ричард Дикс был взят на роль потому, что уже имел действующий контракт с РКО на несколько «быстрых» фильмов по фиксированной ставке за роль, и съёмки в «Корабле-призраке» позволяли студии закрыть его контракт без особого напряжения. Однако, как отметил Френкел, «Корабль-призрак» стал возвращением Дикса в качественное кино, а созданный им образ капитана Стоуна с его убийственными наклонностями — одним из достижений этого фильма.
Начиная со своего дебюта в 1933 году, исполнитель роли Мерриама Расселл Уэйд много снимался, однако играл в основном эпизодические роли. В 1943 году в фильме «Человек-леопард» его голос звучал только за кадром, как голос проходящего за забором человека. В «Корабле-призраке» он сыграл свою первую главную роль. Его игра в этой картине дала ему возможность сыграть позднее в фильме Льютона «Похититель тел» (1945). В 1947 году он сыграл главную роль в фильме-нуар «Стрелять, чтобы убить» (1947), после чего в 1948 году ушёл из кино и стал успешным бизнесменом в сфере недвижимости.
Актёры второго плана Эдит Барретт, Бен Бард, Дьюи Робинсон и Чарльз Ланг уже работали с Льютоном ранее. Сэр Ланселот, хорошо известный исполнитель калипсо, до этого появлялся в певческих ролях уже в трёх фильмах, в том числе, и в «Я гуляла с зомби» (1943). В этом фильме он исполняет три песни. Скелтон Нэггс, Эдмунд Гловер и будущая звезда фильмов-нуар Лоуренс Тирни были дебютантами. По словам Франкела, Тирни, который впоследствии стал известен исполнением ролей крутых парней, сыграл здесь (без указания в титрах) роль весёлого матроса Луи Паркера. «Роль маленькая, но важная, а лицо Тирни, когда он оказывается задавленным цепью, конечно, становится одним из самых памятных образов фильма». Два года спустя Тирни сыграет заглавную роль в гангстерском фильме «Диллинджер» (1945), которая сделает звездой. Затем он исполнит главные роли в фильмах нуар «Рождённый убивать» (1947), «Дьявол едет автостопом» (1947), «Вымогательство» (1950) и «Хулиган» (1951), хотя аудитория более молодого поколения, вероятно, более всего помнит его по роли криминального босса Джо Кэбота в фильме Квентина Тарантино «Бешеные псы» (1992)".

### Производство
Производство фильма началось 3 августа 1943 года. По словам историка кино Марка Виейры, многие аспекты актёрской игры, света, ракурсов, экшна и эффектов были проработаны заранее с тем, чтобы не только уложиться в бюджет, но и добиться при этом максимального саспенса. Финальная сцена драки между Финном и безумным капитаном снималась в едва освещённых декорациях, чтобы повысить напряжённость и заставить публику гадать, кто может выйти победителем. Аналогичный приём Льютон использовал в сходной сцене в фильме «Люди-кошки».

## Выход фильма на экраны и судебное разбирательство
Фильм вышел в прокат в кинотеатрах накануне Рождества 1943 года и имел коммерческий успех, пока в феврале 1944 года против Льютона не было выдвинуто обвинение в плагиате. Иск в суд подали драматурги Сэмюэл Р. Голдинг и Норберт Фолкнер, которые утверждали, что сценарий был основан на их пьесе, которую они направили Льютону для рассмотрения возможности постановки по ней фильма.
В связи с подачей иска «Корабль-призрак» был изъят из проката в кинотеатрах. Льютон оспаривал это требование, но суд принял решение против него. В итоге студия РКО выплатила истцам 25 тысяч долларов в качестве компенсации убытков, а также адвокатский гонорар в размере 5 тысяч долларов, потеряла все заявки на фильм от прокатчиков на будущее и право продавать его для демонстрации по телевидению. Из-за этого иска фильм не демонстрировался почти 50 лет.
Технически и юридически «Корабль-призрак »нельзя было распространять, но после того, как в 1955 году владелец РКО Говард Хьюз продал студию компании «General Tire», в 1970-е и в начале 1980-х годов фильм пробил себе дорогу на несколько региональных телестанций, в частности, в Филадельфии. Когда компания Turner Entertainment купила всю библиотеку РКО, в процессе её разбора все юридические препятствия для демонстрации фильма были устранены, а в конце 1990-х годов, когда права на фильм не были возобновлены, он перешёл в общественное достояние.

## Оценка фильма критикой

### Общая оценка фильма
Сразу после выхода на экраны фильм получил от кинокритика New York Times Босли Кроутера в целом позитивный отзыв. Кроутер, правда, выразил удивление тем, что премьеру подобного страшного фильма назначили на канун Рождества, назвав его «обёрнутой в мрак миленькой коллекцией патологических отклонений», далее отметив, что «фильм щедр на кровавые сцены и обычные для категории B громкие слова».
Большое внимание уделили фильму современные критики. В своей книге о Льютоне, изданной в 1973 году (то есть почти за двадцать лет до того, как фильм официально вернулся в прокат), Джоэл Сигел отметил: «„Корабль-призрак“ стал одним из лучших достижений Льютона. Но, к сожалению, это в буквальном смысле потерянный фильм». В 1977 году Джон Броснан описал фильм как «обычный детективный триллер с несколькими смертями на борту, который, однако, выполнен с фирменным вниманием Льютона к созданию нужной атмосферы», а позднее Пол Михэн назвал картину «скучной халтурой из служебных преступлений и убийств в открытом море».
Однако подавляющее большинство отзывов современной критики носит позитивный характер. Так, журнал TimeOut написал, что хотя «этот фильм Льютона по своему масштабу, возможно, и не достигает высот „Людей-кошек“ или „Я гуляла с зомби“, но и он содержит свои впечатляющие моменты». Описав картину как «мрачную историю таинственных смертей на борту корабля, которым командует безумный угрюмый капитан Дикс», журнал выделил сцену, в которой матроса давит огромной цепью, а также «замечательные закадровые комментарии как будто всезнающего глухонемого матроса». По мнению Франкела, хотя фильм немного нетипичен для продюсера из-за отсутствия в нём сверхъестественных моментов, он стал «великолепным примером мастерства Льютона». Кинокритик Деннис Шварц написал, что продюсер Вэл Льютон, «прозванный „мастером бросать в дрожь“ и „султаном категории В“, известный тем, что может лучше других испугать своими низкобюджетными фильмами ужасов», создал в этом фильме впечатляющую, тревожную психологическую историю. Брюс Эдер называет «Корабль-призрак», возможно, лучшим из фильмов Марка Робсона и отмечает, что из-за того, что фильм несколько десятилетий считался утерянным, он представяет собой наименее известный и наиболее загадочный триллер Льютона. По мнению критика, если сегодня фильм выглядит реликтом, поскольку использованные в нём элементы актёрской игры и структуры копировались десятилетиями после его выхода, то «в 1943 году он вызывал подлинную тревогу и тихий ужас». Но даже и сегодня после нескольких минут просмотра становится ясно, «что он практически не утерял своей силы».

### Некоторые художественные особенности фильма

#### Композиция фильма
Согласно рецензии TimeOut, первая половина фильма, действие которой развивется в море, удалась лучше, её отличают мрачная атмосфера и суровая поэтичность. «Когда же действие переносится на берег, всё становится немного приземлённым, но к тому времени очарование фильма уже действует на зрителя».
Деннис Шварц обращает внимание на то, что даже само повествование в картине ведётся необычно, от лица всезнающего глухонемого. Как и рецензент TimeOut, он особо выделяет «поразительную, бросающую в дрожь сцену» гибели Луи Паркера, чей крик в закрытом помещении не слышен снаружи из-за грохота железной якорной цепи.

#### Психологические аспекты
Современные критики отмечают, что фильм «в значительной степени служит свидетельством одержимости Голливуда психологией, что было характерно для 1940-х годов». Многие подчёркивают, что картина «полностью посвящена чисто мужскому конфликту» и «в отличие от большинства фильмов 1940-х годов, имеет практически исключительно мужской состав актёров». Особое внимание критиков привлёк образ капитана Стоуна, которого сравнивали с такими киноперсонажами, как капитан Куиг из «Бунт на «Кейне»», капитан Ахав из «Моби Дика» и капитан Вулф Ларсон из «Морского волка».
Гарри Беншофф полагает, что картина отличается одним из самых гомосексуальных сюжетов среди всех фильмов своего времени. В центре её внимания находятся моряки, сексуальное подавление и раздвоение личности, и этим картина напоминает своих гомоэротических литературных предшественников, среди которых роман Германа Мелвилла «Билли Бадд» и рассказ Джозефа Конрада «Тайный сообщник». По мнению Беншоффа, один из самых замечательных эпизодов фильма связан с раскачивающимся огромным грузовым крюком, который выступает как метафора выпущенной на волю неконтролируемой фаллической силы, символизируя навязчивую мономанию капитана Стоуна, паранойя которого по ходу фильма только нарастает.

### Оценка актёрской игры
При оценке основных действующих лиц и исполнителей картины Кроутер отмечает, что «Ричард Дикс играет довольно необычную для себя роль капитана-маньяка, а Расселл Уэйд — страстного молодого человека, которому приходится преодолеть тяжёлые испытания, чтобы вывести капитана на чистую воду». По словам Джона Стэнли, Дикс почти единодушно получил хвалебные отзывы за глубокое раскрытие образа в мрачной и патетичной роли капитана Стоуна. Эдер высказывает мнение, что и Расселл Уэйд демонстрирует лучшую игру в жизни в роли невинного человека, вступившего в борьбу с сумасшедшим капитаном. По мнению Эдера, мягкое, полное достоинства поведение и звучный голос капитана Стоуна делают картину его дальнейшего психического распада и превращения в безумного убийцу ещё более страшной. С похвалой Эдер отзвается об актёрах в ролях второго плана: Лоуренсе Тирни, Скелтоне Нэггсе (для которого роль Немого Финна стала самой крупной в карьере), Сэре Ланселоте, Дьюи Робинсоне, Хербе Вигрэне, Эдмунде Гловере и Эдит Барретт.